# Chizătău

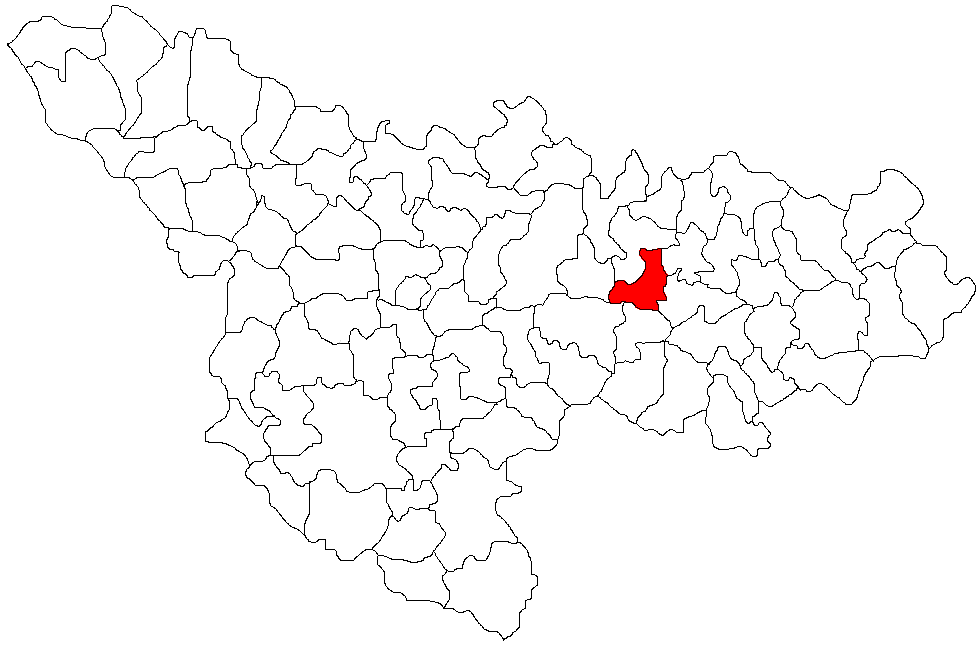
Lage der Gemeinde Belinț im Kreis Timiș

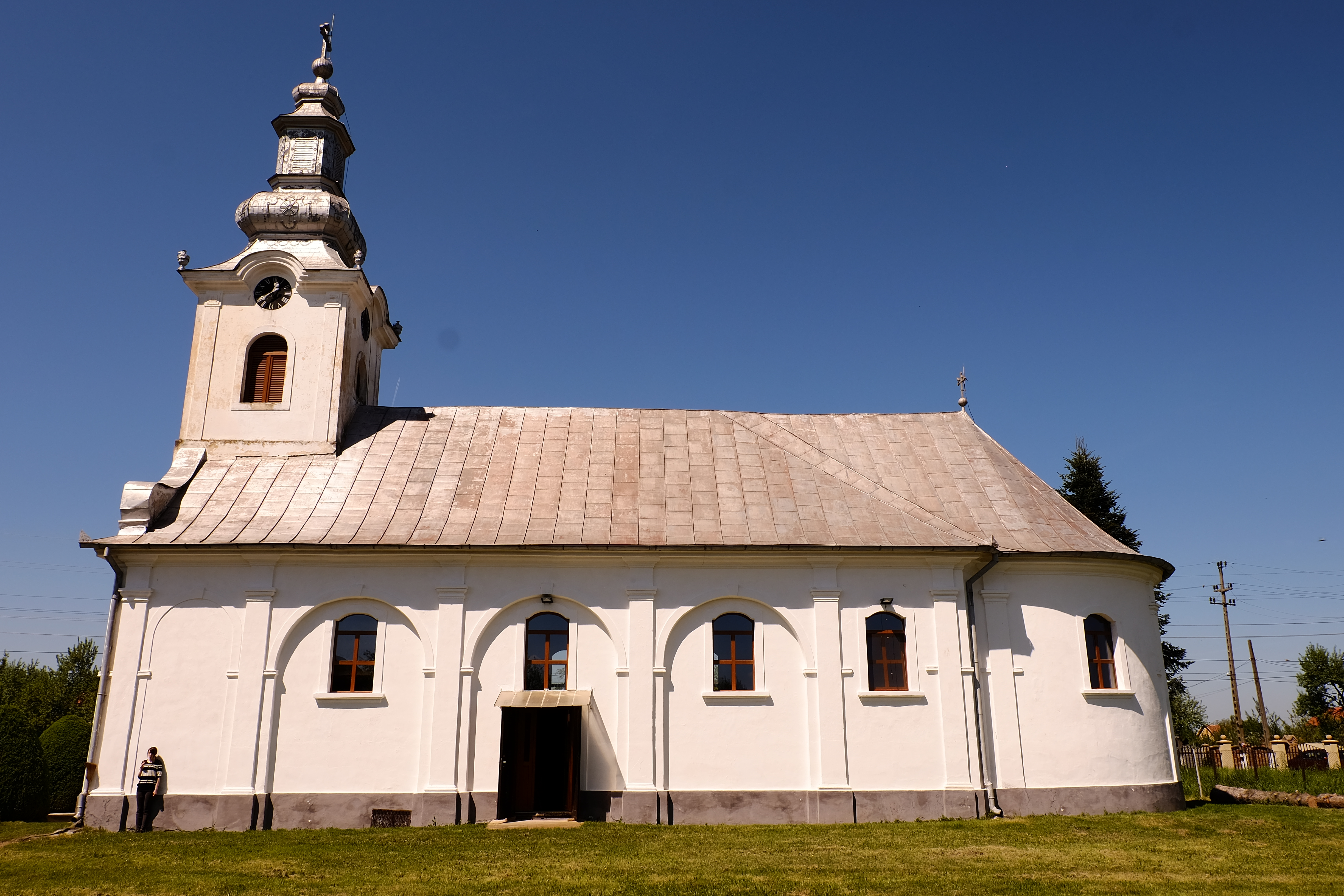
Kirche in Chizătău

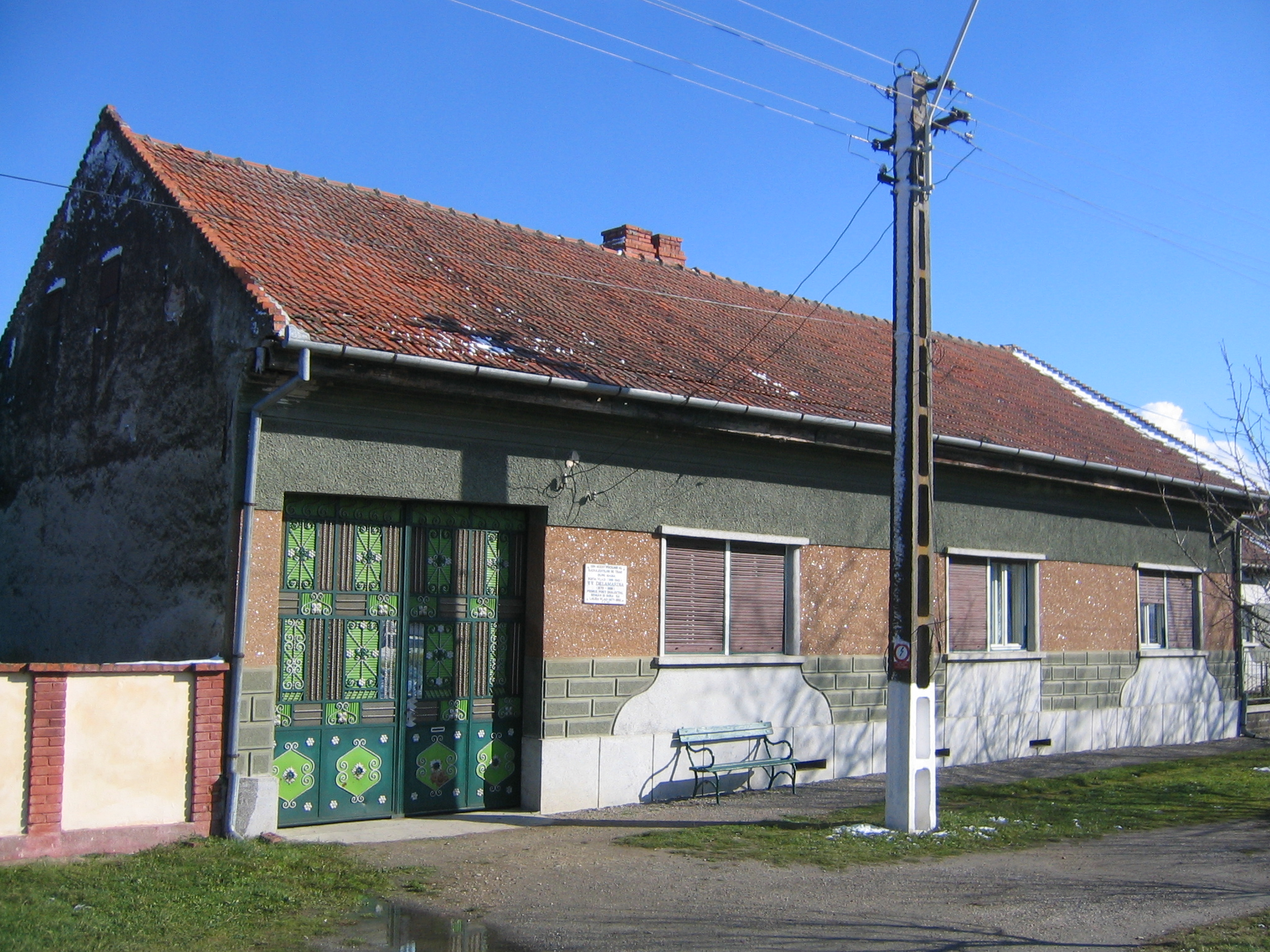
Haus in Chizătău

Chizătău (ungarisch Kiszető) ist ein Dorf im Kreis Timiș, Banat, Rumänien. Chizătău gehört zur Gemeinde Belinț.

## Geografische Lage
Chizătău liegt an der Nationalstraße DN6 Lugoj-Timișoara, zwischen den Flüssen Bega und Temesch, in 16 Kilometer Entfernung von der Stadt Lugoj.

## Nachbarorte
| Iosifalău      | Șanovița                                    | Babșa  |
| Topolovățu Mic | Kompassrose, die auf Nachbargemeinden zeigt | Belinț |
| Drăgoiești     | Ohaba-Forgaci                               | Jabăr  |

## Geschichte
Urkundlich wurde die Siedlung 1359 erstmals unter der Bezeichnung Kyzigtew in den päpstlichen Zehntlisten erwähnt. Im Mittelalter tritt die Ortschaft in zahlreichen ungarischen und später in habsburgischen Urkunden in Erscheinung. 
Die vorteilhafte Lage an der Hauptstraße Timișoara-Lugoj wirkte sich auf die wirtschaftliche Entwicklung von Chizătău positiv aus. Die Einführung der Eisenbahn zwischen den beiden Städten sowie die Einführung der Schmalspurbahn zwischen Chizătău und Șanovița zum Transport der Basaltvorkommen des Steinbruchs Șanovița waren weitere Faktoren, die sich positiv auf die wirtschaftliche Entwicklung der Ortschaft auswirkten.

## Verwaltung
Bis 1526 gehörte die Siedlung zum Königreich Ungarn.
Während der osmanischen Herrschaft (1526–1718) gehörte sie zum Vilâyet Timișoara. Von 1718 bis 1778 war die Ortschaft Teil der Habsburger Krondomäne Temescher Banat. 1778 wurde das Banat von der Kaiserin Maria Theresia dem Königreich Ungarn zugesprochen.
Von 1849 bis 1860 war es Teil eines eigenständigen Kronlandes der Woiwodschaft Serbien und Temescher Banat. Nach dem Österreichisch-Ungarischen Ausgleich (1867) wurde das Banat dem Königreich Ungarn innerhalb der Doppelmonarchie Österreich-Ungarn angegliedert. Der Vertrag von Trianon am 4. Juni 1920 hatte die Dreiteilung des Banats zur Folge, wodurch Chizătău an das Königreich Rumänien fiel.
Bis 1956 war Chizătău eine eigenständige Gemeinde, seitdem ist Belinț Gemeindezentrum und Verwaltungssitz.

## Bauernchor
Zu Beginn des 19. Jahrhunderts gründete Pfarrer Trifu Sepetian einen Bauernchor in Chizătău. Seinem Beispiel folgend, wurden in vielen benachbarten und weiter gelegenen Banater Dörfern Bauernchöre gegründet. Der Bauernchor aus Chizătău trat oft gemeinsam mit dem rumänisch-orthodoxen Kirchenchor aus Lugoj wie auch mit deutschen Chören auf, man nahm gemeinsam an Chorfesten und Chorwettbewerben teil.
Im Jahre 1882 feierte man das 25-jährige Jubiläum dieses Chores, dafür wurden viele befreundete rumänische und deutsche Chöre eingeladen. Auch der bekannte in der Bukowina gebürtige Komponist Ciprian Porumbescu, der damals als Lehrer in Kronstadt tätig war, wurde als Jurymitglied eingeladen. Nachdem er die rumänischen Chöre aus Lugoj, Chizătău und aus den anderen Ortschaften gehört hatte, schrieb er voll Begeisterung in einem Brief in deutscher Sprache an seine Schwester:

„... kann dir nur sagen, es war etwas Besonderes! Hier lebt ein ganz anderes Volk als bei uns, ein Volk, das die Dinge ernst und heilig nimmt, was seine Mission und Situation anbelangt, und daraus entstehen nur beständliche und wahrhaftige Sachen, entfernt von all den bekannten rumänischen Fanfaronaden. Die Gesangvereine haben mich mit ihrem Können überrascht. Die premierten Chöre waren so ausgezeichnet, so dass unser Gesangverein in Kronstadt nichts daneben ist.“

## Demografie
| 1880 | 1525 | 1420 | 34 | 66 | 5  |
| 1910 | 1315 | 1152 | 50 | 59 | 54 |
| 1930 | 1079 | 977  | 26 | 68 | 8  |
| 1977 | 1165 | 1125 | 11 | 24 | 5  |
| 2002 | 888  | 856  | 20 | 11 | 1  |